# Benedetto da Rovezzano

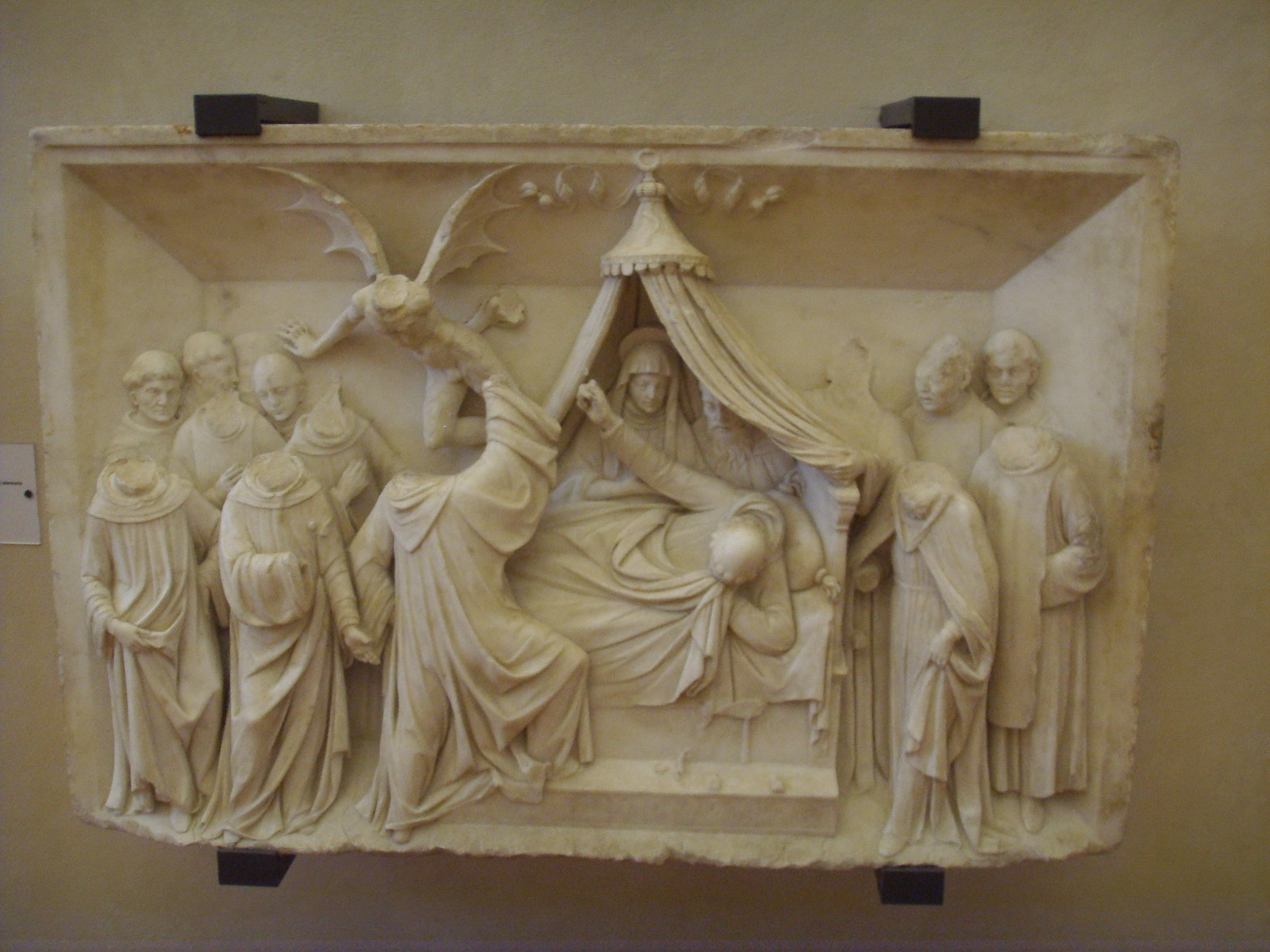
Panel del sarcófago de San Juan Gualberto, Museo di San Salvi, Florencia.

Benedetto da Rovezzano o Benedetto Grazzini, (Pistoia, 1474 - c. 1552) fue un arquitecto y escultor italiano del Renacimiento, activo principalmente en Florencia. Adoptó el sobrenombre de Rovezzano por el barrio de Florencia donde vivía.
Entre sus obras cabe destacar: 
- Capilla Pandolfini y claustro de la Badia Fiorentina.
- Restos del monumento a san Juan Gualberto y una chimenea, actualmente en el Museo del Bargello.
- Portal de la iglesia de los Santos Apóstoles.

Cenotafi de mármol de Piero Soderini, en la Iglesia de Santa María del Carmine. 
- Tabernáculo de san Juan Evangelista, Santa María del Fiore.
- Tres bajo relieves en la iglesia de San Salvi.

El papa León X envió doce medallones de terracota de Rovezzano al Cardenal Wolsey. El mismo Rovezzano viajó a Inglaterra el año 1524 donde Wolsey le encargó su tumba, y aunque el cardenal cayó en desgracia antes de su conclusión, el rey Enrique VIII ordenó su finalización. Permaneció vacía hasta que fue utilizada para enterrar a Horatio Nelson.